# 達內茨鄉
43°59′N 24°3′E / 43.983°N 24.050°E
達內茨鄉（羅馬尼亞語：Comuna Daneți, Dolj），是羅馬尼亞的鄉份，位於該國西南部，由多爾日縣負責管轄，面積95平方公里，海拔高度113米，2007年人口6,784，人口密度每平方公里71人。